# Tit Genuci
|  | Per a altres significats, vegeu «Tit Genuci Augurí». |

Tit Genuci (en llatí Titus Genucius) va ser un magistrat romà del segle v aC. Formava part de la gens Genúcia, segurament de la seva branca plebea.
Va ser tribú de la plebs l'any 476 aC i, junt amb el seu col·lega Quint Considi, va fer aprovar una llei agrària. Va acusar Tit Meneni Agripes Lanat de ser el culpable de la destrucció dels Fabis al Cremera, quan no va actuar per evitar-la.